# Autun (geologia)
Autun – niestandardowe wydzielenie stratygraficzne na pograniczu karbonu i permu. Stanowi dolną część facji czerwonego spągowca (poniżej wyżej leżącego saksonu).
Obejmuje najwyższą część najwyższego piętra karbonu (gżelu, leżąc powyżej stefanu) i najniższe piętra permu. Czerwony spągowiec jest tradycyjnie utożsamiany z dolnym permem, jednak należy pamiętać że jest to jednostka tylko litostratygraficzna, czyli wymykająca się podziałowi chronostratygraficznemu, dlatego autun według różnych autorów jest wydzielany już w karbonie w randze piętra regionalnego.